# 佐藤和宏
佐藤 和宏（さとう かずひろ、1977年9月21日 - ）は、熊本県出身の元プロ野球選手（投手）。

## 経歴
小学生の時はソフトボール選手で熊本県立阿蘇高等学校でも入学時は軟式野球部に所属していたが、2年から硬式野球部が復活して転向。九州東海大学（現・東海大学九州キャンパス）では4年時に大学選手権でベスト4を経験。本田技研熊本（現・Honda熊本）に入社。2001年に大阪近鉄バファローズからドラフト6巡目指名を受けて入団。
2004年、球界合併に伴う選手分配ドラフトによって東北楽天ゴールデンイーグルスに移籍したが、2006年シーズン限りで戦力外通告を受けた。
2007年に台湾プロ野球の兄弟エレファンツとLa Newべアーズの入団テストを受験したがいずれも入団には至らず、日本野球連盟へ新たに加盟した社会人野球チーム・ヒタチエクスプレス（愛知県小牧市）に入団してプロ退団者登録を受けたが、夏までに退部している。
2012年より関西メディカルスポーツ学院野球部のコーチを務めていた。

## 詳細情報

### 年度別投手成績
| 年 度     | 球 団     | 登 板 | 先 発 | 完 投 | 完 封 | 無 四 球 | 勝 利 | 敗 戦 | セ 丨 ブ | ホ 丨 ル ド | 勝 率 | 打 者 | 投 球 回 | 被 安 打 | 被 本 塁 打 | 与 四 球 | 敬 遠 | 与 死 球 | 奪 三 振 | 暴 投 | ボ 丨 ク | 失 点 | 自 責 点 | 防 御 率 | W H I P |
| --------- | --------- | ----- | ----- | ----- | ----- | -------- | ----- | ----- | -------- | ----------- | ----- | ----- | -------- | -------- | ----------- | -------- | ----- | -------- | -------- | ----- | -------- | ----- | -------- | -------- | ------- |
| 2003      | 近鉄      | 1     | 0     | 0     | 0     | 0        | 0     | 0     | 0        | --          | ----  | 7     | 2.0      | 0        | 0           | 2        | 0     | 0        | 1        | 0     | 0        | 0     | 0        | 0.00     | 1.00    |
| 通算：1年 | 通算：1年 | 1     | 0     | 0     | 0     | 0        | 0     | 0     | 0        | --          | ----  | 7     | 2.0      | 0        | 0           | 2        | 0     | 0        | 1        | 0     | 0        | 0     | 0        | 0.00     | 1.00    |

### 記録
- 初登板：2003年10月7日、対オリックス・ブルーウェーブ28回戦（Yahoo!BBスタジアム）、7回裏に3番手で救援登板、2回無失点
- 初奪三振：同上、8回裏に早川大輔から

### 背番号
- 51 （2002年 - 2006年）